# 강화 매화마름 군락지
강화 매화마름 군락지는 대한민국 강화군 길상면 초지리 일대에 서식하던 멸종 위기 식물인 매화마름 보전 지역을 가리키는 명칭이다.

## 개요
1998년 5월 한국내셔널트러스트에서 이 군락지를 발견하여 보전 대상지로 선정하였으며, 2002년 5월일에 매입과 기증을 통해 보전이 시작되었다. 그리고 2008년 10월 13일에는 람사르 협약에 의한 국제보호습지로 등록되었다. 이 군락지는 한국내셔널트러스트'의 '시민자연유산 제1호'이다.

## 발견과 보전 과정
한국내셔널트러스트 조사분과위원회가 초지리 일대 논에서 매화마름을 발견했을 당시, 그 일대는 주민들의 민원으로 경지정리가 예정되어 자생지가 사라질 위기에 처해 있었다. 한국내셔널트러스트는 매화마름이 멸종위기 식물이라는 점과 절박한 훼손의 위험을 감안하여 보전 대상지로 선정하였다.
그 후, 경지정리 시기의 연장 및 최소한의 매화마름 군락지를 확보하기 위해 주민 간담회와 자치단체장 협의를 진행하였다. 그 과정에서 매화마름이 서식하는 농지를 소유하고 있던 지역주민이 매화마름 보전 의사를 밝히면서 본격적인 매입 활동에 착수하게 되었다. 그리고 2002년 한국내셔널트러스트는 시민모금을 통해 총 3,009m2 중 2,640m2를 매입하였고, 369m2를 소유주로부터 기증받아 보전하게 되었다.